# 玉兔呈祥
24°28′20″N 120°48′11″E / 24.472269°N 120.802996°E
玉兔呈祥，是2011年臺灣燈會主燈，在苗栗縣竹南、頭份運動公園的燈會結束後搬到銅鑼鄉苗栗桐花公園永久保存。

## 造型設計
2011年1月7日，「玉兔呈祥」在圓山飯店公布造型、及20.5公尺高、30公噸重的尺寸。之前苗栗縣政府爭取主辦臺灣燈會時，便以「建國百年兔祥和，歡欣鼓舞慶元宵」為宣傳口號。歷年來為臺灣燈會主燈取名的曾永義說12年前他為主燈命名「寰宇祥和」與今年的「玉兔呈祥」一樣，名字靈感是兔子和月亮形成的祥和寧靜。
主燈設計意象是以「玉兔呈祥獻采、祈福迎春旺來」、「喚起大家重視臺灣野兔的保育」。造型上，兔頭戴無線耳機以展現科技感，前足持元寶象徵財富聚集之意，身穿背心傳達時尚活潑，背景月亮意味兔子自月宮中走出獻寶，帶有桐花與雲的基座代表主辦地苗栗山城的自然特色。觀光局長賴瑟珍表示主燈配合中華民國建國百年，故元寶標有「中華民國、精彩一百」標誌。
台灣省家畜衛生試驗所所長退休的劉培柏批評，主燈兔子上門齒只一對、前足以五趾著地、整體銀白色，不像是上門齒兩對、前足僅以四趾著地，體背毛色呈黃褐色的台灣野兔，且主燈張口咧嘴露門牙也不美觀。民眾邱文玉、吳愛琪等認為與12年前的臺北燈會兔年主燈相似，不僅背景圓形光環幾乎一樣，手抱姿勢也很類似，耳朵皆戴通訊耳機來表示是中華電信贊助。之前主燈「寰宇祥和」是為慶祝中新一號，以月兔藉衛星通訊與嫦娥通話為造型。對此，主燈設計者虞鎮隆說沒有參考之前的兔年主燈。

## 登場表演

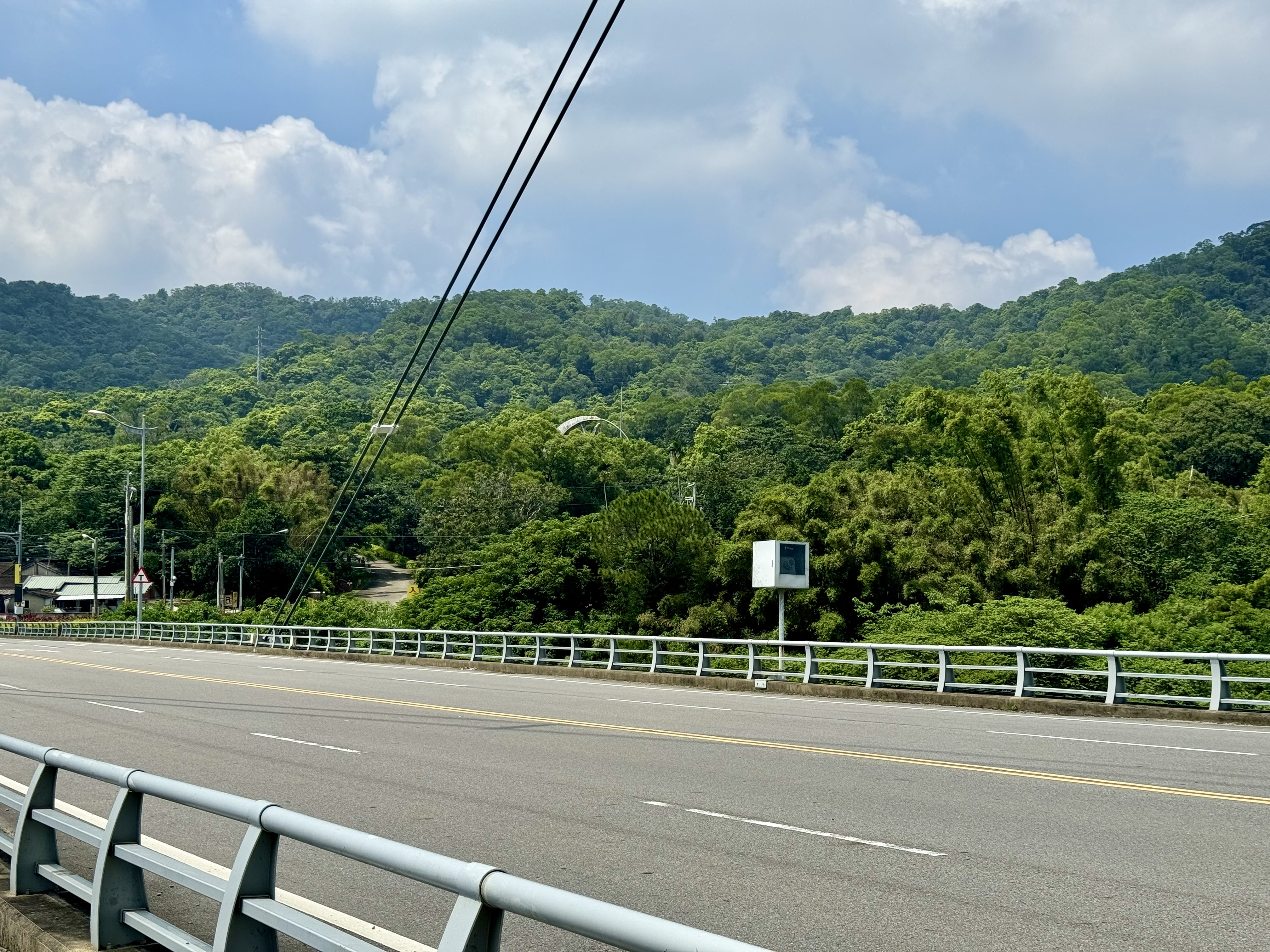
從客屬大橋可見玉兔呈祥頂端

2011年1月15日，竹南、頭份運動公園，由觀光局長賴瑟珍與苗栗縣長劉政鴻主祭「玉兔呈祥」安座，輔仁大學宗教系副教授吳彰裕進行傳統儒道教儀式。主燈朝向同以往，以斜側面對點燈台。2月17日，中華電信發售此主燈造型的IC公用電話卡。當晚上7點正式點燈。點燈儀式由總統馬英九、行政院長吳敦義及苗栗縣長劉政鴻等人觸摸水晶球後正式啟動。
燈光的意象依序為「獻瑞桐花鳳」、「山城慶龍雲」、「蓬萊安樂利」、「國運百年隆」、「祥光耀寰宇」、「玉兔正當中」。為增加光彩變化，為臺灣燈會首次全使用LED燈，並安裝超過20萬顆的LED燈，是以往的4倍。燈光配樂是由台灣藝術大學教授黃新財創作，有融合國樂、管弦樂、台灣小調及客家民謠。
2月28日燈會閉幕時，苗栗縣政府宣布「玉兔呈祥」將移往銅鑼鄉桐花公園。5月7日，在桐花公園舉行「建國百年桐花婚禮」時，主燈登場。2023年兔年，營管桐花公園的陽明山姜太公道場決定於桐花花季期間以燈光秀展演。